# Matplotlib
Matplotlib é uma biblioteca de software para criação de gráficos e visualizações de dados em geral, feita para e  da linguagem de programação Python e sua extensão de matemática NumPy.
Originalmente criada pelo biólogo e neurocientista americano John D. Hunter, a biblioteca hoje possui uma comunidade ativa atuando em seu desenvolvimento e é distibuída sob uma licença BSD. O programador Michael Droetboom foi nomeado o líder do projeto um pouco antes da morte do criador John Hunter em agosto de 2012, e logo o cientista Thomas Caswell se juntou a ele.
Oferece uma interface de programação orientada a objetos para incluir gráficos em aplicações usando toolkits de interface gráfica, como Tkinter, WxPython, Qt ou GTK.
SciPy faz uso do Matplotlib.
Matplotlib 2.0.x suporta Python nas versões 2.7 até 3.6. O suporte ao Python 3 começou com o Matplotlib 1.2, e o Matplotlib 1.4 foi o último a suportar o Python 2.6. O projeto se comprometeu a não dar mais suporte ao Python 2 a partir de 2020, assinando o Python 3 statement.

## Comparação com o MATLAB
Pyplot é um módulo do Matplotlib que oferece uma interface semelhante ao MATLAB. Matplotlib é projetado e desenvolvido para ter a mesma usabilidade do MATLAB, mas com a flexibilidade da linguagem Python, e a vantagem de ser código aberto (open source) e totalmente gratuito.

## Exemplos

Line plot
Histogram
Scatter plot
3D plot
Image plot
Contour plot
Scatter plot
Polar plot
Line plot
3-D plot
Image plot

## Toolkits
Existem inúmeros toolkits disponíveis para estender a funcionalidade de Matplotlib. Alguns são oferecidos como downloadsseparados, outros estão incluídos no código-fonte da biblioteca mas com dependências externas.Alguns exemplos são:
- Basemap: Representação de mapas com inúmeras projeções cartográficas, áreas costeiras e fronteiras geopolíticas.[11]
- Cartopy: Extensão de mapeamento personalizado com definições orientadas a objeto, permite a criação de pontos arbitrários, linhas, e polígonos, com capacidades para transformação de imagens.[12] (Matplotlib versão 1.2 e superior)
- Ferramentas para Excel: Utilidades para troca de dados com o Microsoft Excel.
- Ferramentas para GTK: interface para a biblioteca GTK.
- Interface para integração com o QT.
- Mplot3d: Criação de gráficos 3D.
- Natgrid: Interface para a biblioteca natgrid, para a organização de dados irregulares.

## Projetos relacionados
- Biggles[13]
- Chaco[14]
- DISLIN
- GNU Octave
- Gnuplot-py[15]
- PLplot – integração para Python
- PyCha[16] – implementação da biblioteca Cairo (gráficos)
- PyPlotter[17] – compatível com Jython
- SageMath – usa Matplotlib para plotar gráficos
- SciPy (módulos plt e gplt)
- wxPython (módulo wx.lib.plot.py)
- Plotly – para gráficos online e interativos com Python e Matplotlib
- Bokeh[18] – Biblioteca Python de visualização interativa, voltada a apresentação em navegadores modernos.